# Dely Noronha de Bragança Magalhães Pinto
Dely Noronha de Bragança Magalhães Pinto (Rio de Janeiro, Brasil, 24 de novembro de 1942) é uma cientista brasileira da área de Helmintologia.

## Biografia
Filha de Décio Noronha e Ottilia Noronha, Dely Noronha nasceu na cidade do Rio de Janeiro. Fez o curso primário em três instituições de ensino na cidade do Rio de Janeiro, uma delas o Externato Irmã Paula. O curso ginasial foi concluído no Instituto Roccio e o científico na Escola Municipal Souza Aguiar. No pré-vestibular para medicina, conheceu o professor Fritz de Lauro, médico aposentado e futuro padrinho de formatura do Curso de História Natural, e que teve grande influência em sua trajetória profissional. 

## Trajetória Profissional
Ingressou em 1963 no Curso de História Natural da Faculdade Nacional de Filosofia, da Universidade do Brasil, atual Universidade Federal do Rio de Janeiro, concluindo-o em 1968. Ainda em 1963, iniciou seu trabalho como estagiária no Instituto Oswaldo Cruz, graças à influência de Domingos Arthur Machado Filho, que havia sido seu professor. No Instituto Oswaldo Cruz trabalhou inicialmente na Seção de Bacteriologia e, depois, na Coleção de Diptera, com o cientista Lauro Travassos.
Em caráter extraoficial, trabalhou também com a Coleção de Lepidoptera da Seção de Helmintologia do instituto, atividade que lhe rendeu vários trabalhos científicos como colaboradora de Travassos. Com o agravamento do estado de saúde do cientista, no final da década de 1960, Dely passou a ser orientada por João Ferreira Teixeira de Freitas, especializando-se, dentro da Helmintologia, no grupo dos acantocéfalos. Em 1970, após a morte de Lauro Travassos, se recusou a acompanhar a Coleção de Lepidoptera que foi transferida para o Museu Nacional. Por esse motivo, permaneceu como estagiária no Instituto Oswaldo Cruz.
A contratação definitiva como cientista do Instituto Oswaldo Cruz se deu em 1983, quando, por um breve período, passou a se dedicar ao estudo dos moluscos. À época, foi responsável por amplas modificações nas instalações do Laboratório de Esquistossomose Experimental do Departamento de Helmintologia, como a implantação do sistema de água corrente para os aquários de moluscos.
Em seu retorno ao Laboratório de Helmintos Parasitos de Vertebrados, Dely passou a auxiliar Delir Corrêa Gomes Maués da Serra Freire, curadora da Coleção Helmintológica do Instituto Oswaldo Cruz. Em 1989 assumiu a curadoria da Coleção, cargo que ocupou até 2007, mesmo após a sua aposentadoria em 1996. Ao longo deste período, dedicou-se à implantação de novos sistemas para a manutenção da coleção, entre eles, a climatização e a conservação da coleção e do acervo bibliográfico, a organização e informatização das separatas e livros e a catalogação de frascos e lâminas.

## Ligações Externas
Arquivo Pessoal de Dely Noronha de Bragança Magalhães Pinto sob a guarda da Casa de Oswaldo Cruz / Fundação Oswaldo Cruz.